# 國民新聞
『國民新聞』（こくみんしんぶん）は、徳富蘇峰が1890年（明治23年）に創刊した日刊新聞である。現在の『東京新聞』の前身の一つで、『静岡新聞』の源流でもある。

## 歴史

### 創刊

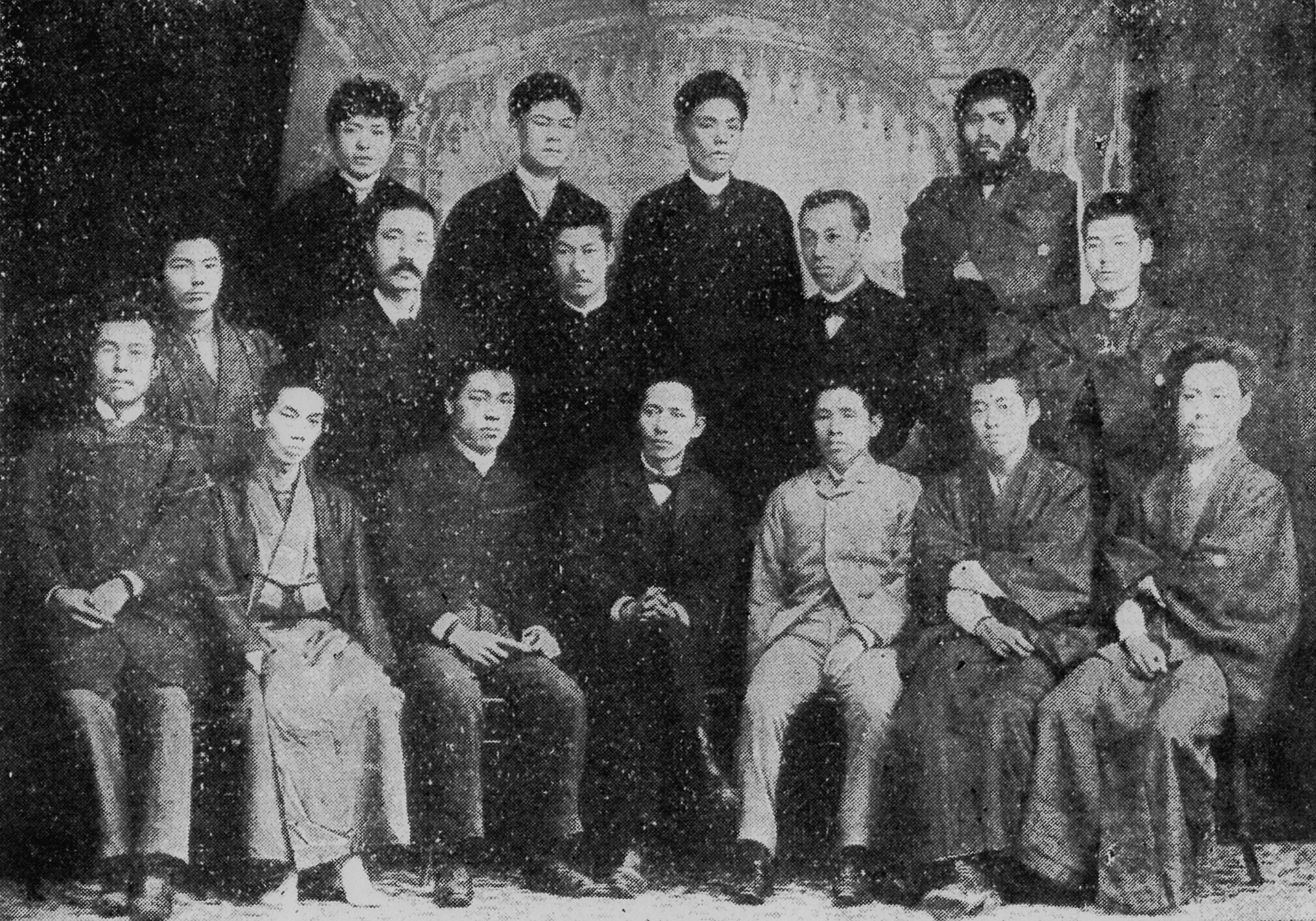
國民新聞社員（1890年）

1890年（明治23年）2月1日に第1号を発行した。発行会社は國民新聞社。

蘇峰が雑誌『國民之友』の発行に成功したのちに創刊した日刊新聞で、最初は「平民主義」を唱え、平民主義の立場から政治問題を論じていた。やがて、三国干渉問題を契機に帝国主義的国家主義の立場を取るようになる。この右傾化によって蘇峰の弟徳冨蘆花が退社し、以後二人は蘆花が亡くなる直前まで絶縁状態になった。

### 政府の御用新聞から在京大手紙へ
日露戦争終結時には世論に対して講和賛成を唱えたため、1905年（明治38年）9月5日には講和反対を叫ぶ暴徒の襲撃に遭う（日比谷焼打事件）。
1907年（明治40年）9月、日本新聞史上初めて地方版を創設した（千葉版）。
1913年（大正2年）2月11日、憲政擁護運動で第3次桂内閣を代弁する論陣を張ったため、競合のやまと新聞（現・東京スポーツ）、二六新報と共に再び民衆の襲撃に遭う（第1次護憲運動東京事件、大正政変）。この前後にあたる明治後期から大正初期にかけて、蘇峰は山縣有朋、桂太郎、寺内正毅、大浦兼武ら藩閥勢力や軍最高幹部と密接な関係を持っていた。國民新聞は別の競合大手紙東京日日新聞と共に『御用新聞』とも呼ばれることもあるなど、政府系新聞の代表的存在となっていった。

大正中期に大衆化が図られ、東京五大新聞（報知・時事・東京朝日・東日・國民）の一角を占めるようになるが、関東大震災の被害を受け社業は急激に傾いた。これを受け1924年（大正13年）8月21日には、日本の新聞史上初めて天気図を掲載する。

一方でこの頃、後に静岡新聞社創業者となる大石光之助が入社した。
1924年（大正13年）8月21日、新聞として初めて天気図を掲載した。

### 昭和初期の経営混乱を克服
1926年（大正15年）5月、東武鉄道社長で甲州財閥出身の根津嘉一郎が國民新聞社に出資。会社は共同経営体制に移り、副社長には根津の推薦した河西豊太郎が就任する。やがて根津と蘇峰は対立し、1929年（昭和4年）1月5日に蘇峰が退社して東日（現・毎日新聞東京本社版）に移籍した。会社は一時「昭和の天一坊」の異名を取った伊東ハンニの手に移るが業績は好転せず、さらに伊東が仕手戦で巨額の損失を出して首が回らなくなり辞任。後継社長に就いた伊達源一郎は1931年（昭和6年）10月に「大夕刊」と称して夕刊紙に転換したものの失敗に終わる。
1933年（昭和8年）5月1日、窮した根津は名古屋で日刊『新愛知』を発行していた新愛知新聞社創業者大島宇吉の息子大島仁三郎に事業を譲渡。仁三郎は、娘婿で編集局長だった田中斉を社長に送り込んだ。新愛知は立憲政友会系であり、その傘下に入ったのを期に、国防・軍事に重点を置いた編集方針へ変化する。大東亜戦争（太平洋戦争・第二次世界大戦）開戦直前の1941年（昭和16年）度には黒字決算に漕ぎ着け、再建に成功した。

### 都新聞と合同
1942年（昭和17年）、戦時下の新聞統制により競合ローカル紙の『都新聞』と合併することとなり、10月1日付で社団法人（旧法。現・一般社団法人）東京新聞社を発行元として新たに『東京新聞』が誕生する。同じ理由で前月に競合紙の名古屋新聞と合併した新愛知の後身である中部日本新聞社（現・中日新聞社）はこの時に支配権を失って東京からの撤退を余儀なくされ、『東京新聞』は旧都新聞出身者が経営の主導権を握った。

しかし、論調は本紙の保守強硬路線を引き継いだため、戦後（主権回復後）の激しい販売競争の中で東京新聞は経営不振に陥り、1961年（昭和36年）には社団法人から株式会社に改組したがその甲斐なく、1963年（昭和38年）には東京中日新聞（現・東京中日スポーツ）を創刊して関東に再進出していた中部日本新聞が支援することになる。4年後の1967年（昭和42年）10月1日、発行や営業などのほとんどの事業を中部日本新聞が引き継いで中日新聞東京本社が誕生。以降の東京新聞は中日新聞グループの総路線となっていた中道左派・進歩主義へと舵を切っていった。
一方、大石が移籍した静岡民友新聞は前年の1941年（昭和16年）に、同じ静岡県で発行されていた地方紙5紙と合同。現在まで続く静岡新聞が誕生していた。

## 特色

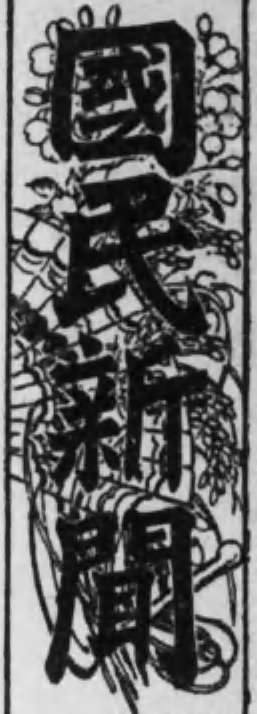
國民新聞の題字

### 国民文学欄
1908年（明治41年）10月1日より「国民文学」欄が開設された。競合紙『日本』で正岡子規の後を受けて俳句を担当していた虚子こと高浜清が部長、高浜の退社後は嶋田青峰が担当した。
公平さを旨とし、片上天弦や霹靂火（千葉亀雄、江東）が評論を担当したほか、夏目漱石の門人安倍能成と小宮豊隆、詩人の東草水らも拠った。連載小説では、徳田秋声が『新世帯』（1909年（明治42年）10月16日-12月6日）、上田敏が『渦巻』（1911年（明治44年）1月1日-3月2日）を発表したほか、高浜自身2作を発表した。また、森鷗外がイプセン『ジョン・ガブリエル・ボルクマン』の訳を発表をしたのも国民文学欄においてであった。

しかし、高浜は『ホトトギス』の編集と発行に専念するため、1911年（明治44年）秋ごろに編集を退いた。その後は嶋田が、ホトトギス誌の編集の傍ら一人で欄を仕切る一方、高浜の個人商店『俳諧堂』に共同経営者として関わるなどしていた。1926年（大正15年）、嶋田は自ら立ち上げに協力した同人誌『土上』の主宰者になった。

### プロ野球大東京軍
1936年（昭和11年）、親会社の新愛知新聞社が現在の中日ドラゴンズの源流となる名古屋軍（大日本野球連盟名古屋協会）を結成して職業野球に進出したのに呼応し、国民新聞も大東京軍（大日本野球連盟東京協会）を結成した。この際に主幹の田中斉が両球団の専務に就いたが、同系列の名古屋軍で副会長に就任した新愛知支配人の大島一郎が大東京軍の監査役に就任したのを始め、國民新聞に出向していた大島一衛（戦後に東京新聞社理事・営業局長）および新愛知社外から名古屋軍会長に迎えられた弁護士の大野正直が大東京軍の取締役に就くなど2球団の役職を掛け持ちする者が多く、連盟の運営会議では新愛知の競合紙であった名古屋新聞を親会社とする名古屋金鯱軍マネージャーの赤嶺昌志からこの体制を問題視する意見が出された。

しかし、不採算のため國民新聞は春のシーズン終了後に職業野球から撤退し、親会社の新愛知を含めた2球団掛け持ち体制は1年で終了した。その後は共同印刷専務の大橋松雄が大東京軍の資本を引き受け、夏のシーズンから「ライオン歯磨本舗」の名で営業していた小林商店（現在のライオン株式会社）をスポンサーに付けて「ライオン軍」と改称。同年暮に大橋の依頼で共同出資者となっていた田村駒治郎がチームを買い取ることとなり、戦後の松竹ロビンス（現・横浜DeNAベイスターズ）に繋がった。なお、大東京軍創設時に常務となった当社元社会部長鈴木龍二は、その後も1リーグ制時代の日本野球連盟会長など、プロ野球界で長く要職を務めることになる。

## その他の「國民新聞」
以上のとおり、徳富蘇峰創刊による『國民新聞』は現在の『東京新聞』であり、旧『國民新聞』に関する事業が他に譲渡されたことを示す資料はない。しかし、『東京新聞』に合併された後に『國民新聞』を名乗って発行された新聞が他にも存在する。
確認されているのは、1958年（昭和33年）「創刊」のもの（発行：國民新聞社、発行形態：旬刊、出版地：八幡）、1966年（昭和41年）民友社版を「復刊」と称するもの（発行：國民新聞社、発行形態：旬刊、出版地：東京）、1972年（昭和47年）創刊のもの（発行：國民新聞社、発行形態：月刊、出版地：東京）がある。なお、1972年創刊のものは、公式ホームページでは「明治23年 徳富蘇峰創刊」としているものの、上記のとおり歴史的に受け継いでいるのは『東京新聞』であり、徳富とは全く無関係である。また、葛飾区議会議員の鈴木信行が率いる日本国民党の機関紙が『しんぶん国民』である。

## 國民新聞社の人物
- 伊東ハンニ - 第2代社長。
- 大石光之助 - 蘇峰の書生から当社に入社。1928年（昭和3年）静岡民友新聞へ移籍し総支配人、1942年（昭和17年）静岡新聞創刊と同時に初代社長。
- 大島一衛 - 新愛知から出向して営業局長。戦後、東京新聞社理事・工務局長などを歴任。孫の大島宇一郎は現・中日新聞社社長。
- 河西豊太郎 - 副社長。東京電燈（現・東京電力ホールディングス）取締役を兼務した。
- 唐島基智三 - 1928年入社。編集局長から東京新聞論説委員長、NHK解説委員と移りNHK G『国会討論会』初代司会を務めた。
- 河上哲太 - 1905年（明治38年）入社。経済部長を経て衆議院当選9回、立憲政友会総務も務め大物政治家となる。
- 国木田哲夫 - 筆名・独歩。帝國海軍従軍記者を経て報知新聞へ移籍。その後近事画報社（現・ハースト婦人画報社）で『婦人画報』初代編集長を務めた。
- 後藤是山 - 1911年（明治44年）九州日日新聞（現・熊本日日新聞）から派遣の形で移籍。翌年、九州日日新聞に復帰し、主筆を経て俳人。
- 嶋田青峰 - 文芸部長を経て独立。
- 鈴木龍二 - 社会部長を経て時事新報に移籍した後、日本野球連盟会長、セントラル野球連盟会長などを歴任した。
- 薄田淳介 - 筆名・泣菫。明治末期に在籍し、帝國新聞を経て大阪毎日新聞学芸部長を歴任。
- 竹越與三郎 - 創刊と同時に時事新報から移籍。1896年に時事新報へ復帰、その後衆議院当選5回、貴族院議員も務め大物国会議員となる。
- 伊達源一郎 - 編集局長を経て第3代社長。退任後、国際通信（後の同盟通信社）に移籍しニュース部長。さらに読売新聞主筆、参議院議員などを歴任した。
- 高浜虚子 - 文芸部長を経て独立。俳句同人誌ホトトギスを主宰し、戦後に法人化して合資会社ホトトギス社の創業者となった。
- 田中斉 - 新愛知編集局長を経て第4代社長。戦後、衆議院当選1回も公職追放に遭い、追放解除後は明治大学教授に転じる。
- 千葉亀雄 - 社会部長を経て読売新聞に移籍。さらに大阪毎日新聞社へ移籍して『サンデー毎日』編集長に就任した。
- 徳富蘇峰 - 創業者。
- 徳冨蘆花 - 蘇峰の実弟で作家。創刊から1903年（明治36年）に蘇峰と絶縁するまで記者。
- 中村楽天 - 1891年（明治24年）入社。ホトトギス同人として高浜、正岡子規らと知り合う。1900年（明治33年）二六新報に移籍し「二六吟社」を主宰した。
- 馬場恒吾 - 1914年ジャパンタイムズから移籍。その後、読売新聞社第8代社長として正力松太郎の留守を預かった。
- 深井英五 - 蘇峰の世界旅行に随行した後、外報部長を経て日本銀行に転職。正副総裁、貴族院議員、枢密顧問官など政府・日銀の要職を歴任した。
- 古谷久綱 - 1893年（明治26年）入社。東京高等商業学校教授から伊藤博文の秘書官になる。衆院当選2回。
- 古谷重綱 - 1898年（明治31年）入社。1902年外交官試験に合格のため退社。その後外務省通商局長、駐アルゼンチン特命全権公使を経てブラジルに移民。TBSテレビ『ニュースコープ』アンカー古谷綱正の実父。
- 御手洗辰雄 - 元報知新聞社会部長。毎夕新聞を経て1930年代前半に一時編集局長。その後二六新報編集局長、京城日報社長、東京新聞論説委員長を歴任。
- 山口恒太郎 - 大阪支局長を経て福岡日日新聞（現・西日本新聞）に移籍。その後同社主筆・主幹、日本電報通信社常務取締役、中央新聞社副社長などを歴任。衆議院当選3回。
- 山路愛山 - 政治部を経て信濃毎日新聞に移籍。その後雑誌『獨立評論』『國民雑誌』を立ち上げた。

## 関連文献
- 有山輝雄『徳富蘇峰と国民新聞』吉川弘文館、1992年。ISBN 4-642-03631-8
- 山際康之『広告を着た野球選手 史上最弱ライオン軍の最強宣伝作戦』河出書房新社、2015年。 ISBN 978-4-309-27574-1